# Microrregión de Joinville
La microrregión de Joinville es una de las microrregiones del estado brasileño de Santa Catarina perteneciente a la mesorregión Norte Catarinense. 
Su población es de 842.821 habitantes. La ciudad más populosa de la microrregión es Joinville con 515.250 habitantes.

## Municipios
- Araquari
- Balneário Barra do Sul
- Corupá
- Garuva
- Guaramirim
- Itapoá
- Jaraguá do Sul
- Joinville
- Massaranduba
- São Francisco do Sul
- Schroeder

- Datos: Q766256